# Brigada Nahal
La Brigada Nahal (en hebreo: חטיבת הנח"ל) (transliterado: Hativat HaNahal) es una de las brigadas principales de las Fuerzas de Defensa de Israel. La brigada fue creada en 1948 por David Ben Gurion, con la ayuda de los miembros y los pioneros del Palmaj y el Leji. la brigada de infantería Nahal participó en la Guerra del Líbano de 1982. Desde su creación, la brigada ha estado a favor de la integración de los nuevos inmigrantes (olim jadashim) en Eretz Israel, mediante su participación en sus filas y la formación de un grupo de soldados entrenados. Muchos voluntarios extranjeros se incorporaron a la unidad. Los soldados de la brigada se reconocen por sus gorras de color verde. La brigada está formada por tres batallones regulares y un batallón de reconocimiento militar. La unidad se desarrolla en los frentes más inestables, como la frontera siria y libanesa en el norte, y la Franja de Gaza en el sur, y en los territorios ocupados palestinos de Cisjordania. La Brigada Nahal ha participado en todas las operaciones militares importantes desde su creación, especialmente durante la Segunda Intifada y la Guerra del Líbano de 2006. El objetivo de la unidad Nahal es ofrecer a los soldados las habilidades militares necesarias para sobrevivir en el campo de batalla moderno, fundar nuevas comunidades y hacer posible el establecimiento de bases militares, kibutzim, moshavim y pueblos. La brigada Nahal está formada por soldados que provienen de diferentes movimientos juveniles sionistas (tnuot noar), miembros del kibutz, voluntarios extranjeros y soldados que provienen del conjunto de la población israelí. La mayoría de los nuevos inmigrantes que son reclutados por el Ejército se incorporan a la Brigada Nahal, esto representa un primer paso para su integración en la sociedad israelí.
El 7 de octubre de 2023, el comandante de la brigada, el coronel Jonathan Steinberg, murió en combate durante un enfrentamiento con milicianos palestinos en el ataque sorpresa de Hamás contra Israel de octubre de 2023.